# La Bombe
Pour plus de détails, voir Fiche technique et Distribution.
La Bombe (The War Game) est un documentaire-fiction britannique de Peter Watkins, sorti en 1966.

## Synopsis
À partir de données recueillies à Hiroshima et Nagasaki, et d'autres lieux de bombardements massifs, tels que Dresde, Darmstadt et Hambourg, Peter Watkins  essaye d'imaginer ce que provoquerait une attaque nucléaire sur l'Angleterre.
Il décrit de façon réaliste les effets sur la population, les réactions sociologiques ainsi que les mesures prises par le gouvernement.

## Fiche technique
- Titre : La Bombe
- Titre original : The War Game
- Réalisation : Peter Watkins
- Scénario : Peter Watkins
- Production : BBC
- Photographie : Peter Bartlett et Peter Suschitzky
- Son : Derek Williams, Lou Hanks et Stanley Morcom
- Montage : Michael Bradsell
- Coordination de l'action : Derek Ware
- Maquillage : Lilias Munro
- Costumes : Vanessa Clarke
- Commentaire : Dick Graham et Michael Aspel
- Pays d'origine : Royaume-Uni
- Format : noir et blanc
- Genre : documentaire-fiction
- Durée : 48 minutes
- Date de sortie : 1er novembre 1965
- Film interdit aux moins de 12 ans lors de sa sortie en France

## Distribution
- Michael Aspel
- Peter Graham
- Kathy Staff
- Peter Watkins

## Autour du film
La BBC avait demandé à Peter Watkins de réaliser une simulation crédible des lendemains d'une attaque nucléaire sur l'Angleterre, hautement d'actualité en 1965. Elle a ensuite refusé de diffuser le résultat, très documenté et réaliste, donc très alarmiste et aux antipodes des déclarations politiques britanniques. 
Une lacune du contrat de production permit au film de tout de même sortir en salles. Il fut récompensé d'un Oscar et du prix spécial du Festival de Venise, ce qui pour une simulation est une prouesse. Il remporta également un succès considérable en salles malgré sa durée de 48 minutes.

## Récompenses
- Mostra de Venise 1966 : Prix spécial
- Oscars 1967 : Meilleur documentaire
- BAFTA 1967 : Meilleur court-métrage

### Filmographie
- Le Dernier Rivage (On the Beach, 1959) de Stanley Kramer
- Le Jour d'après (The Day After, 1983) de Nicholas Meyer
- Threads (1984) de Mick Jackson